# Brasil Diante do Trono 1
Brasil Diante do Trono é um álbum ao vivo da banda brasileira de música cristã Diante do Trono, lançado em março de 2002 nos formatos CD e VHS.
O disco duplo foi gravado no Estádio do Maracanã, no Rio de Janeiro, em dezembro de 2001, com grande lotação de público, 180 mil pessoas a fim de realizar grandes eventos nas maiores cidades do Brasil.
A gravação ao vivo do álbum está em 4º na lista dos maiores públicos do Maracanã em shows de Música.
| Críticas profissionais | Críticas profissionais |
| Avaliações da crítica  | Avaliações da crítica  |
| Fonte                  | Avaliação              |
| ---------------------- | ---------------------- |
| O Propagador           | [ 1 ]                  |

## Faixas

### CD
Disco 1
1. Cântico Espontâneo "Jesus"
2. Amigo Fiel
3. Abertura
4. Tempo de Festa
5. Me Libertou
6. A Vitória da Cruz
7. Marcha Profética
8. À Sombra do Altissimo
9. Cântico Espontâneo "Não Há Outro Deus Igual"
10. Quero Ser
11. Oração

Disco 2
1. Preciso de Ti
2. Profecia
3. Oração Intercessória
4. Águas Purificadoras
5. Cântico Espontâneo e Oração de Guerra
6. Palavra Profética para o Rio de Janeiro
7. Eu Quero o Avivamento
8. Oração

## Ficha técnica
- Produção Executiva: Pr. Márcio Valadão
- Produção e Direção: Ministério de Louvor Diante do Trono
- Arranjos: Paulo Abucater
- Arranjo Vocal: Maximiliano Moraes
- Orquestração: Sérgio Gomes
- Líder de Louvor:  Ana Paula Valadão
- Backing Vocal: André Valadão, Graziela Santos, Helena Tannure, João Lúcio Tannure, Mariana Valadão, Maximiliano Moraes, Nívea Soares, Renata Valadão e Soraya Gomes
- Coral: 150 Vozes do ministério de louvor da IBL
- Regente: Robson de Oliveira
- Teclados: Paulo Abucater e Gustavo Soares
- Guitarra e Violão de 12 cordas: Elias Fernandes
- Violão de 6 cordas: Sérgio Gomes
- Contrabaixo: Roney Fares
- Bateria: Bruno Gomes
- Sax Alto: Marcilene Renata da Silva, Samuel Mota e Sebastião Gomes
- Sax Tenor: Clélio Viana e Luciano Buchacra
- Oboé: Sebastião Gomes e Soraya Gomes
- Trompetes: André Luiz Celestino, Sérgio Gonçalves de Almeida, Christiano Fernandes, Adriano Lopes, Geraldo Lúcio e Airton de Carvalho
- Trompas: Aílton Ferreira, Sarah Ferreira, Vanderlei Miranda, Priscila Viana e Rita de Cássia Oliveira
- Trombones: Edmilson Santos, Jeff C. Freixo, Salim A. Hanzem e Hugo Kecnuck
- Ministério de Dança: Mudança CIA de Dança e Artes Cênicas
- Gravação e Mixagem: Randy Adams, Mixado em Dallas, Texas Adamsound Digital Recording
- Masterização: Ken Love - Mastermix, Nashville, TN - EUA
- Overdubs: Polifonia Estúdios
- Gravado ao vivo no no estádio do Maracanã no Rio de Janeiro, no dia 1 de dezembro de 2001
- Sonorização, Iluminação e Palco: Mare Systens - Brasília - DF
- P.A: André Espindola
- Monitor: Cléber Queiroga
- Assistentes de Áudio: Tiago Espindola, Daniel Sena, Tiaguinho, Lúcio Gomes, Guilherme, Aloisio, Marcelinho e Douglas & Rafael
- Making oF: Henrique Edição
- Editor: Ron Imagem
- Design Gráfico: John McGlothlin
- Telões: Telões & Cia
- Arte: Luciano Buchacra
- Fotos: Wagner Gonçalves, André Brant, Gean Carlo Palmesi, Tibério França